# MyGO!!!!!
MyGO!!!!! es una banda de rock femenina japonesa que forma parte de la franquicia BanG Dream! de Bushiroad. Fue formada en 2022, las integrantes del grupo interpretan personajes ficticios en la serie de anime y el juego para móviles BanG Dream! Girls Band Party!, además de interpretar los instrumentos de sus personajes en conciertos.
La banda está formada por Hina Yōmiya (voz), Rin Tateishi (guitarra rítmica), Hina Aoki (guitarra principal), Mika Kohinata (bajo) y Coco Hayashi (batería). En el juego, MyGO!!!!! está representada por cinco estudiantes de primer año de preparatoria de tres escuelas diferentes: Tomori Takamatsu (Yōmiya), Anon Chihaya (Tateishi), Rāna Kaname (Aoki), Soyo Nagasaki (Kohinata) y Taki Shīna (Hayashi).
De las nueve bandas de BanG Dream!, MyGO!!!!! es una de las seis cuyos miembros interpretan su propia música.

## Historia
MyGO!!!!! se anunció en 2022, como el inicio del nuevo enfoque de la franquicia BanG Dream! de "sincronizar" la realidad con el universo ficticio. Si bien sus personajes ya tenían nombre, sus actrices de voz permanecieron en el anonimato. Para mantener sus identidades ocultas durante sus primeros conciertos, actuaron con una iluminación limitada que cubría sus rostros. Las actrices de voz de MyGO!!!!! se revelaron oficialmente en su cuarto concierto el 9 de abril de 2023.
El primer concierto independiente de MyGO!!!!! tuvo lugar el 3 de julio de 2022 con Mika, baterista de Morfonica, como telonera, y fueron teloneras del concierto "Special Live Girls Band Party!" en noviembre. La banda lanzó su sencillo debut, "Mayoiuta", el 9 de noviembre.
Tras el lanzamiento del anime BanG Dream! It's MyGO!!!!! en junio de 2023, centrado principalmente en la formación de la banda, su popularidad se disparó. Cuando lanzaron su primer álbum, Meisekiha, en noviembre, alcanzó el quinto puesto en las listas de radio de Oricon. En septiembre de 2024, agotaron las entradas para un concierto en el Centro Nacional de Exposiciones y Convenciones de Shanghái, y a finales de diciembre, su segundo álbum Michinoku alcanzó el tercer puesto en las listas de Oricon.

## Miembros
Todos los miembros fueron revelados al mismo tiempo, durante su show en vivo de abril de 2023, donde anteriormente sus identidades estaban ocultas y algunos miembros aún no se habían unido a la banda.
- Hina Yōmiya (voz principal) – Hina Yomiya debutó como actriz de voz en 2020 y ha prestado su voz a personajes como Nodoka Yagi en Selection Project, Shinju Inui en Sono Bisque Doll wa Koi o Suru y Anna Yamada en Boku no Kokoro no Yabai Yatsu.[5][6][7] Como voz de Tomori Takamatsu, comentó que comparte muchas características con su personaje, como coleccionar piedras.[8]
- Rin Tateishi (guitarra rítmica) – Rin Tateishi presta su voz a Anon Chihaya, su primer papel como actriz de voz. Antes de unirse a la banda, solo sabía tocar la guitarra acústica, pero después de unirse a la banda, aprendió a tocar la guitarra eléctrica.
- Hina Aoki (guitarra principal) – Hina Aoki presta su voz a Rāna Kaname. Anteriormente, tocó el piano hasta la preparatoria y le gusta cantar. Es fan de Roselia y Raise A Suilen,[9] también de BanG Dream!. Aoki apareció previamente en un papel secundario en Argonavis: The Movie.
- Mika Kohinata (bajo): Su primer trabajo como actriz de doblaje fue el de Soyo Nagasaki. Tras hacerse fan de Love Live!, se convirtió en una actriz de doblaje que interpreta al personaje en conciertos.[10]
- Coco Hayashi (batería): La voz de Taki Shīna. Coco Hayashi aprendió a tocar la batería gracias a su hermano, quien formó parte de una banda de rock. También ha prestado su voz a personajes como Ayumi Hayashi en Wake Up, Girls! y su segunda voz de Setsuna Yuki en Love Live! Nijigasaki High School Idol Club.[11]

## Medios
En el anime y el juego, MyGO!!!!! es una de dos bandas, la otra es Ave Mujica, creada tras la separación de CRYCHIC, la antigua banda de Tomori, Soyo y Taki, en tercer año de secundaria. El nombre de la banda es un juego de palabras con la palabra "迷子" (maigo), que significa "Niños Perdidos" en japonés, lo que refleja su falta de rumbo. Cinco signos de exclamación representan a cada miembro de la banda.
La banda debutó en el anime en la serie derivada de 2023, BanG Dream! It's MyGO!!!!!.